# Маргарет де Клер
Маргарет де Клер (англ. Margaret de Clare, октябрь 1293 — апрель 1342) — одна из трёх дочерей Жильбера де Клера, 3/7-го графа Глостера и 7-го графа Хертфорда, и английской принцессы Джоанны Акрской, дочери короля Эдуарда I.

## Биография
Она была выдана замуж за Пирса Гавестона, фаворита (и вероятного любовника) её дяди Эдуарда II, в октябре 1307 года. Согласно «Жизнеописанию Эдуарда Второго», этот брак был устроен королём, «чтобы усилить Пирса и окружить его друзьями.» По случаю бракосочетания было устроено пышное празднество и рыцарский турнир в замке Уоллингфорд. Брак женщины такого высокого происхождения с иностранцем, каким считался Гавестон, не был одобрен английской знатью.
После казни Гавестона в 1312 году права его жены как графини Корнуолл были оспорены. Король Эдуард вместо этого пожаловал ей замок Окем и другие земли. Она присоединилась к королевскому двору и в 1316 году сопровождала короля в поездке из Лондона в Йорк.
После гибели брата, Жильбера де Клера, в битве при Баннокберне в 1314 году, Маргарет и её сёстры, Элизабет и Элеоноры де Клер, получили в наследство все его владения. Король Эдуард устроил для Маргарет второй брак с другим своим фаворитом, Хью де Одли, графом Глостера. Свадьба состоялась 28 апреля 1317 года в Виндзорском замке. В ноябре 1317 года графство Глостер было разделено между тремя сёстрами. Однако муж Элинор де Клер Хью Диспенсер Младший пожелал получить наследство шурина полностью. По сообщению автора «Жизнеописания Эдуарда Второго», Диспенсер «подстроил сонаследникам такие ловушки», что каждый из них мог потерять наследство, и тогда всё графство перешло бы ему. Диспенсер принудил Одли обменять поместья Ньюпор и Незеруэнт на меньшие в Англии в мае 1320 года. В 1321 году Хью Одли присоединился к конфедерации баронов, недовольных возвышением Диспенсеров. Он был пленен в сражении при Боробридже в 1322 году. Только благодаря ходатайству жены, Одли был спасён от казни. Его заключили в тюрьму, Маргарет же отправили в монастырь Семпрингам. Тем временем её дочь Джоан Гавестон была направлена на воспитание в монастырь Эмесбери вместе с племянницей короля Элинор де Богун. Была достигнута договорённость о её браке с сыном Томаса Малтона, однако девочка умерла в начале 1325 года. В 1326 году Маргарет была освобождена из монастыря и соединилась со своим мужем. Летом 1336 года их единственная дочь, Маргарет де Одли, была похищена бароном Ральфом де Стаффордом. Её родители подали жалобу, но Эдуард III поддерживал Стаффорда. Чтобы успокоить родителей, он сделал Хью графом Глостера.
Маргарет умерла в апреле 1342 года и была похоронена в монастыре Тонбридж.

## Браки и дети
1-й муж: с 1309 года Пирс де Гавестон (умер 19 января 1312), граф Корнуолл с 1307, фаворит короля Эдуарда II. Дети:
- Джоан Гавестон (умерла в 1325)

2-й муж: с 28 апреля 1317 года Хью де Одли (умер 10 ноября 1347), барон Одли с 1317, граф Глостер с 1337, фаворит короля Эдуарда II. Дети:
- Маргарет де Одли (умерла после 28 января 1348), баронесса Одли; муж: ранее 6 июля 1336 Ральф де Стаффорд (24 сентября 1301 — 31 августа 1372), 2-й барон Стаффорд с 1308, 1-й граф Стаффорд с 1351